# Z'Goum
Z'Goum é uma vila na comuna de Hassani Abdelkrim, no distrito de Debila, província de El Oued, Argélia. A vila está localizada apenas a leste da rodovia N16, adjante à Hassani Abdelkrim.